# Shio no michi

Situation de la province de Shinano au Japon.

Le Shio no michi (塩の道, « Route du sel ») était un kaidō (route) de l'ancien Japon qui servait à transporter le sel de l'océan aux habitants du centre de Honshū. Au Moyen Âge, le sel en provenance de la mer du Japon et de l'océan Pacifique arrivait dans la province de Shinano pour y être traité. La route de la mer du Japon vers la province de Shinano était appelée Chikuni kaidō (千国街道), alors que celle en provenance de l'océan Pacifique était appelée Sanshū kaidō (三州街道).

## Stations du Chikuni kaidō
Du côté de la province d'Echigo, la route était appelée Itoigawa kaidō, mais du côté de la province de Shinano, elle était appelée Chikuni kaidō. La paire Sawado-juku / Sano-juku et la paire Ida-juku / Imori-juku représentaient pour l'essentiel une même shukuba (station).

### Préfecture de Niigata
1. Itoigawa-juku (糸魚川宿) (Itoigawa)
2. Yamaguchi-juku (山口宿) (Itoigawa)

### Préfecture de Nagano
3. Ōami-juku (大網宿) (Otari)
4. Kuruma-juku (来馬宿) (Otari)
5. Chikuni-juku (千国宿) (Otari)
6. Shiojima Shinden-juku (塩島新田宿) (Hakuba)
7. Iida-juku (飯田宿) and Iimori-juku (飯森宿) (Hakuba)
8. Sawado-juku (沢度宿) and Sano-juku (佐野宿) (Hakuba)
9. Uminokuchi-juku (海ノ口宿) (Ōmachi)
10. Ōmachi-juku (大町宿) (Ōmachi)
11. Ikeda-juku (池田宿) (Ikeda)
12. Hotaka-juku (保高宿) (Azumino)
13. Nariai Shinden-juku (成相新田宿) (Azumino)
14. Matsumoto-juku (松本宿) (Matsumoto)

## Stations du Sanshū kaidō

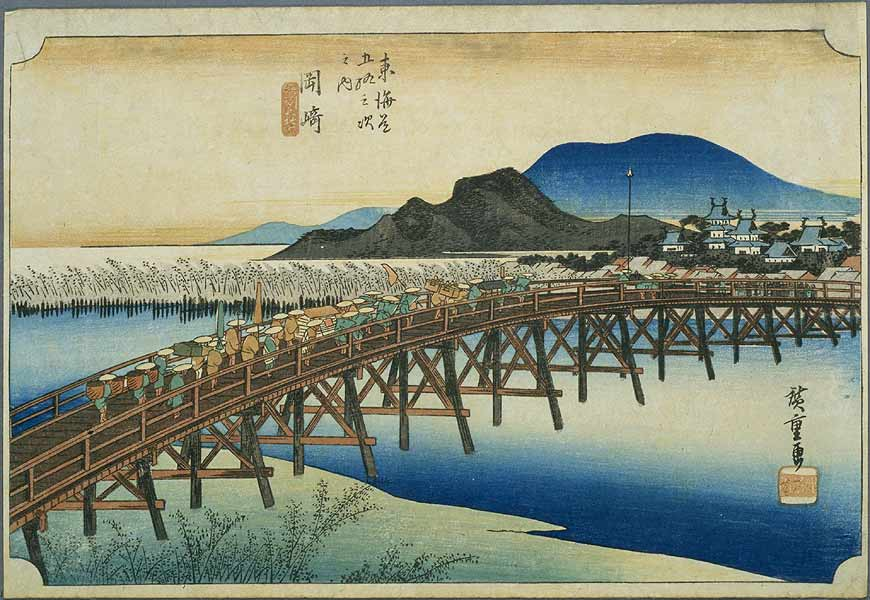
Okazaki-juku dans les années 1830, vue par Hiroshige dans la série Les Cinquante-trois Stations du Tōkaidō.

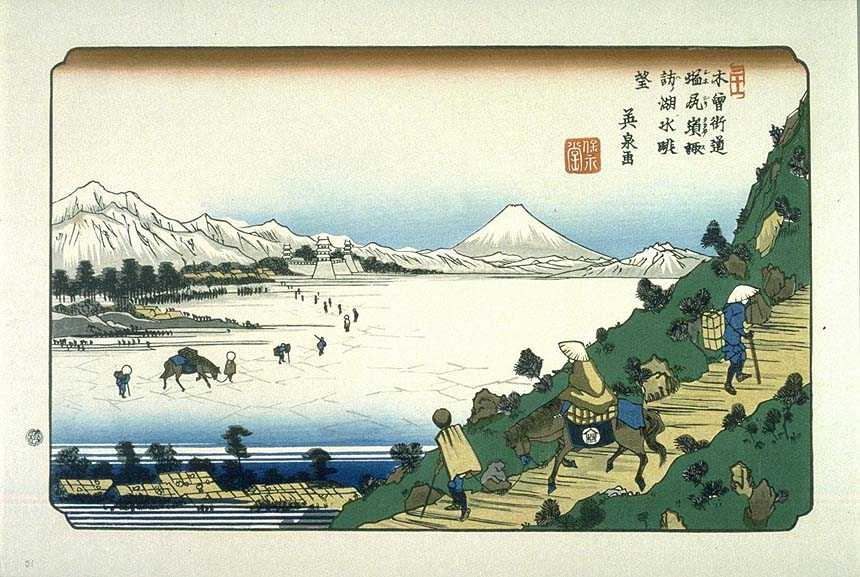
Shiojiri-shuku, estampe de Keisai Eisen dans la série des Soixante-neuf Stations du Kiso Kaidō.

Le sel était d'abord transporté de la baie de Mikawa par des bateaux qui remontaient jusqu'à la rivière Yahagi-gawa et son affluent, la rivière Tomoe. À partir de Toyota, il était transporté par chevaux ce qui marquait le début du Sanshū kaidō.

### Préfecture d'Aichi
1. Okazaki-shuku (岡崎宿) (Okazaki) (en commun avec le Tōkaidō)
2. Kugyūdaira-juku (九久平宿) (Toyota)
3. Asuke-juku (足助宿) (Toyota)
4. Busetsu-juku (武節宿) (Toyota)

### Préfecture de Nagano
5. Neba-juku (根羽宿) (Neba)
6. Hiraya-juku (平谷宿) (Hiraya)
7. Namiai-juku (浪合宿) (Achi)
8. Komaba-juku (駒場宿) (Achi)
9. Iida-juku (飯田宿) (Iida)
10. Ichida-juku (市田宿) (Takamori)
11. Ōjima-juku (大島宿) (Matsukawa)
12. Katabora-juku (片桐宿) (Matsukawa)
13. Iijima-juku (飯島宿) (Iijima)
14. Akazu Uwabu-juku (赤須上穂宿) (Komagane)
15. Miyada-juku (宮田宿) (Miyada)
16. Inabe-juku (伊那部宿) (Ina)
17. Matsujima-juku (松島宿) (Minowa)
18. Miyagi-juku (宮木宿) (Tatsuno)
19. Ono-juku (小野宿) (Shiojiri)
20. Shiojiri-shuku (塩尻宿) (Shiojiri) (en commun avec le Nakasendō)